# Ferrocarril en Venezuela

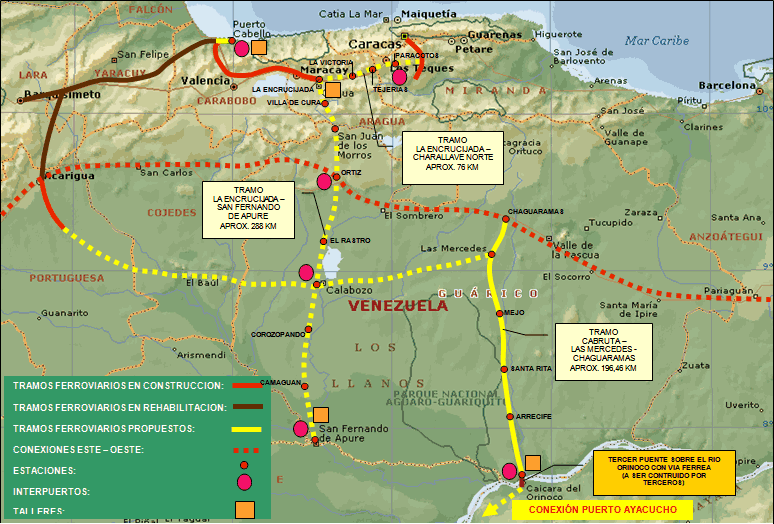
Posibles tramos de ferrocarril en el centro de Venezuela en 2022

La red ferroviaria venezolana incluye 682 km (424 millas) de ferrocarril en ancho estándar. La red cubre las áreas pobladas y productivas del país, y es administrada por el Instituto de Ferrocarriles del Estado (IFE) bajo varios Planes de Desarrollo Regional.
Consiste de dos tramos principales: Barquisimeto-Puerto Cabello y Caracas-Cua. Otros secundarios están en construcción y muchos otros son planificados pero bloqueados por falta de reciursos financieros.
También existen estudios de conexiones entre Colombia y Brasil que enlazan con el resto de países de América del Sur, aunque el tráfico en las zonas fronterizas se ve afectado por la política exterior y la estrategia de defensa.
En 1975/6 fue ideado por el IFE un Plan Ferrocarrilero Nacional que iniciaba en Maracaibo y llegaba a Barquisimeto-Puerto Cabello-Valencia-Cúa-Caracas, siguiendo desde Cúa hasta Barcelona y Ciudad Bolívar-Ciudad Guayana. La compañía "Saprolate-Tranarg" hizo todos los levantamientos aerofotográficos y sucesivamente el Plan fue aprobado por el entonces Presidente Luis Herrera Campins, pero en los años ochenta el Plan del IFE fue bloqueado por razones económicas después de la devaluación del Bolívar en 1983 y luego fue definitivamente anulado con el Caracazo de 1989. Solamente el tramo Caracas-Cúa (promovido -junto con otros- por D'Ambrosio de Saprolate) fue mantenido como proyecto presupuestado (y fue realizado, quedando inaugurado en el 2006 por el presidente Chávez).
El Instituto de Ferrocarriles del Estado (IFE) es el único operador de trenes en Venezuela, sin embargo, ha creado varios nombres de ferrocarril asignados a diferentes regiones en todo el país.